# Paratheuma australis
Paratheuma australis là một loài nhện trong họ Desidae.
Loài này thuộc chi Paratheuma. Paratheuma australis được miêu tả năm 1989 bởi Beatty & Berry.